# Rezerwat przyrody Jezioro Karaś
Rezerwat przyrody Jezioro Karaś – rezerwat wodny, położony w województwie warmińsko-mazurskim, w powiecie iławskim i nowomiejskim, w gminie Iława i Biskupiec, około 6 km na południowy zachód od centrum Iławy.
Położony jest na terenie leśnictwa Rydzewo, Nadleśnictwa Iława. Według regionalizacji fizycznogeograficznej Polski znajduje się on na Pojezierzu Brodnickim.

## Charakterystyka

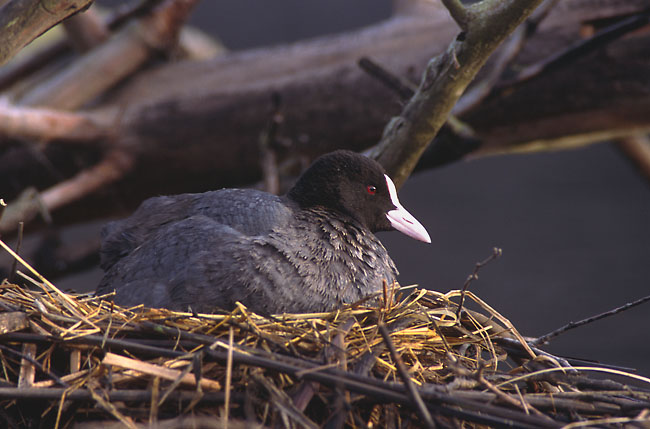
Łyska

Utworzono go w celach naukowych i dydaktycznych dla zachowania zarastającego jeziora wraz z bagnami. Jest miejscem lęgowym licznego ptactwa wodnego i błotnego. Rezerwat został wpisany na listę Konwencji Ramsarskiej.
Akt powołujący rezerwat ukazał się w MP nr 42, poz. 243 z 30.05.1958 r.
Rezerwat zajmuje obecnie powierzchnię 814,65 ha (początkowo 688,65 ha, w 1989 roku został powiększony do 815,48 ha). Według stanu na rok 2020 nie ma ustalonych zadań ochronnych ani planu ochrony.
W skład rezerwatu wchodzą wody (47%), lasy (29%) i bagna (24%).

### Jezioro
Jezioro Karaś jest płytkim, eutroficznym, zarastającym jeziorem. Lustro wody zajmuje 423,3 ha i jest podzielone na dwie części połączone płytkim przesmykiem, a wymiana między nimi jest utrudniona. Obydwie części otoczone są przez szuwary, zarośla i lasy bagienne. Dno jeziora porasta ramienica. Jezioro silnie zarasta i charakteryzuje się silnymi procesami torfotwórczymi. W obrębie zlewni bezpośredniej znajduje się część zabudowań wsi Karaś i Skarszewo.
Akwen jest zasilany przez niewielkie, liczne, okresowe cieki. Z południowego brzegu wypływa rzeczka Gać, odprowadzająca wody do jeziora Trupel.
Jezioro Karaś jest typowym obiektem do badań dynamiki biocenozy jeziornej, a szczególnie jej przechodzenie w biocenozę torfowiskową. Najwięcej jest tu roślinności przybrzeżnej typu szuwarowego, zbiorowiska turzycowe oraz lasy olchowe.

## Rośliny chronione
- rosiczka długolistna
- rosiczka okrągłolistna
- wawrzynek wilczełyko
- kruszczyk błotny
- podkolan biały

## Świat zwierzęcy
Zarejestrowano tu ponad 156 gatunków ptaków, w tym 83 zakładające gniazda. Występują tu m.in.:

- podróżniczek
- samotnik
- kszyk
- droździk
- strumieniówka
- świerszczak zwyczajny
- brzęczka
- łozówka
- rokitniczka
- potrzos
- dziwonia
- wąsatka
- hełmiatka
- świstun
- bielik
- bocian czarny
- czapla biała
- gęś gęgawa
- kaczka
- łabędź
- łyska
- rybołów
- wydrzyk
- żuraw